# Mîndrești
Mîndrești è un comune della Moldavia situato nel distretto di Telenești di 4.833 abitanti al censimento del 2004.

## Località
Il comune è formato dall'insieme delle seguenti località (popolazione 2004):
- Mîndrești (4.160 abitanti)
- Codru (673 abitanti)